# Manuel Edmundo Montesinos Muñoz
Manuel Edmundo Montesinos Muñoz fue un abogado y político peruano. 

## Biografía
Nace en Arequipa en 1860. En 1888 obtiene el grado de bachiller en jurisprudencia en la Universidad de San Antonio Abad y en 1890 el de doctor en jurisprudencia. En 1892 se casa en Cusco con María Josefina Velasco del Castillo de quien enviudece al año siguiente. En segundas nupcias se casó con su cuñada, Antonia Velasco del Castillo con quien tuvo un hijo: Manuel Montesinos Velasco quien sería diputado por la provincia del Cusco entre 1939 y 1948.
Fue parte, junto con otros personajes cusqueños de fines del siglo XIX como Juan Julio del Castillo, Antonio Lorena, Juan A. Falcón, Fernando Pacheco, Lucio Samuel Cabrera, Eliseo Araujo, Angel Colounge, Ambrosio della Chiesa y Gavino Ugarte del grupo de fundadores del Centro Científico del Cusco, organización de cusqueños que tenía la finalidad de ocuparse de los estudios geográficos y científicos en general y, en particular, del departamento del Cusco para suministrar informes que puedan ser útiles a la administración pública y procurar el mayor conocimiento del territorio peruano.
Hacia 1909, durante el rectorado de Eliseo Araujo, Montesinos fue Secretario General de la Universidad. Precisamente, la revolución estudiantil de ese año se dio contra lo que consideraban una gestión que favorecía a los familiares del rector en los puestos principales de la universidad teniendo en cuenta que, por ejemplo, Montesinos era ahijado de Araujo. No obstante ello, luego de la revuelta, Montesinos apoyó y formó parte de la Generación "La Sierra" denominada Escuela Cuzqueña junto con varios otros maestros y estudiantes universitarios como Luis E. Valcárcel, Uriel García. Félix Cosío Medina y otros.
Fue elegido senador por el departamento del Cusco en 1911 hasta 1916 durante los mandatos de los presidentes Augusto B. Leguía, Guillermo Billinghurst, Oscar R. Benavides y José Pardo y Barreda en la República Aristocrática.
Falleció en el Cusco el 1 de junio de 1919.